# 吉備団子

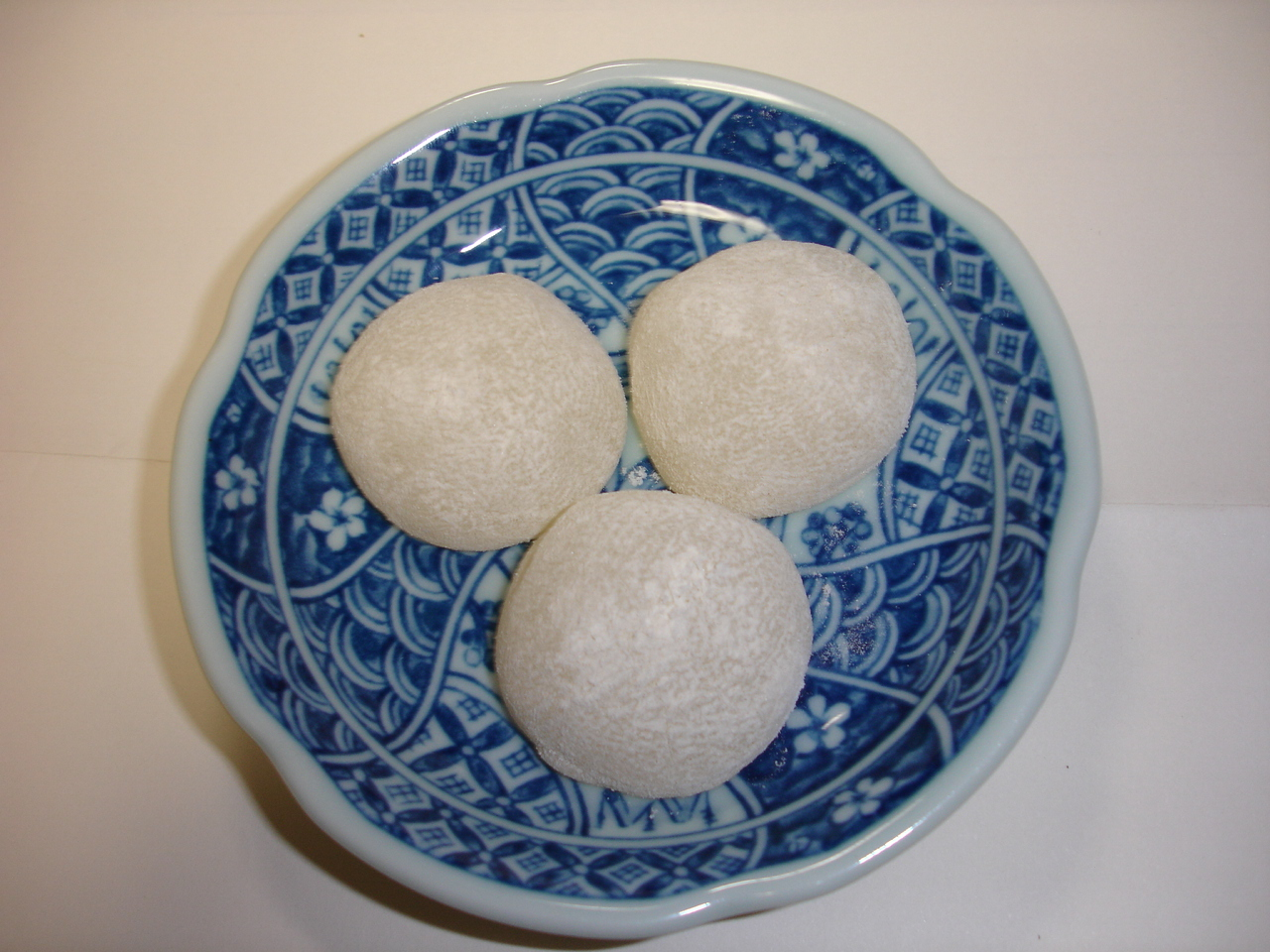
吉備団子（きびだんご）

吉備団子（きびだんご）は、餅菓子の一種。岡山市の銘菓で、かつて吉備国と呼ばれた岡山県の名物土産と言われている。

## 概要
昔はキビ（黍）で覆われた食品だった可能性もあるが、現在に至る製品は、糯米の粉を混ぜて求肥を作り、これを整形して小さく平な円形（碁石形）に仕上げる。黍の粉を混ぜて風味づけするが、使わないものもある。従来から桃太郎の「黍団子」と同一視することがあるが、黍は主原料ではない。
安政年間（1856年頃）に広栄堂により考案された等と略述されるが、郷土史家の研究によれば、この菓子舗の設立は後年であり、求肥式の製品考案も明治のことだという。吉備団子のルーツを、岡山の吉備津神社で黍団子がふるまわれたり、境内で飴が売られていた故事にもとめる所見も存在する。
明治時代においては、菓子製造者が桃太郎のきびだんごと称して販売促進に利用し、昭和にはいり、桃太郎は吉備津神社の主祭神吉備津彦に由来するとの説がおこり（温羅退治を参照）、これを受けて戦後より地域をあげて、桃太郎との関連をアピールしている。その軌跡は民俗学者、加原奈穗子の研究に詳しい。

## 起源
岡山の名物菓子は、廣榮堂が安政（1854年 - 1859年）のはじめに考案したのというのが、説明として定文句となっている。しかし、正確を期すならば、「廣榮堂の祖先」らが合作したものが先駆けであった。この廣榮堂は、以後、廣榮堂本店と廣榮堂武田に分かれて現在に至っている。郷土史家の岡長平の著書に詳しいが、それによると経緯は次のようなものである。
1855年（安政2年乙卯年）に岡山城下の町人が鳩首して、赤色のかきもち風の四角形の和菓子を茶請け用として製造した。うち1人は、岡山市古京町の唐津焼商売の名代の伴呂翁は、廣榮堂を創立した武田家の一門（武田伴蔵の祖父）であった。この「かきもち状」の菓子は、嗜み用の非売品であったが、「無銘も如何かと、種々考えた結果、国称を付して《吉備だん粉（きびだん粉）》と名づけて吹聴」したのが今の吉備団子の起源である、と、ここまでが明治の風俗史研究家、紅の家お色（紅廼屋お色）「きびだんご考」に記されているという。
最初は知人・親戚に配っていただけだが、本格的な商売にしたところ、城下町で評判となる。武田伴蔵（1901年に81歳で没）は「相歓堂」という店を構えて、妾に売らせていた。ここで「少し細長い餡をかけた」黍製の団子を売っていたとの報告もあるが、ほんとうは「掻餅だろう」と岡長平は否定する。「相歓堂」の女主人の死後、伴蔵の親族である廣榮堂の初代、武田浅次郎が商売を引継いだ。
今日の求肥製のやわらかい箱詰めの「きびだんご」になったのは、この武田浅次郎の代の出来事であると、西尾吉太郎(『山陽新報』創設者)談にある。浅次郎自身の著書にも、明治維新以降になってから、四角（短冊形）だったものを、碁石2個ぐらいの丸形を箱に30個詰か50個詰にするよう改めた、としている。求肥式の考案については、（元）備前岡山藩池田家家老で、茶人の伊木三猿斎（伊木忠澄が隠居後1869年に名乗った雅号。1886年没）の指導のもと、昔から吉備津神社にあった黍団子に着想して創り出されたという記述も見られる。
その後、1885年（明治18年）に明治天皇が岡山に行幸の際、旧・岡山藩の者から献上され、たいへん美味ということで「日本にふたつとあらぬ吉備団子/むべあじわいに名をえしや是」の一首を賜り、この御製を菓子箱に刷り込むようになった。

## 吉備津神社の源流
吉備津神社の黍団子をヒントにして、備前岡山藩の家老が助言したという談話はすでに述べた。考案に当たっては、ほかにも吉備津神社にまつわる食べ物が源流と考える見解があるが、三者三様の様相をみせる。
江戸初期に、吉備津神社の祭礼においての供え物を「御直会」と称して酒宴の席で関係者に振舞った慣例があり、その参拝土産品が、「吉備団子」に発展したという見解を、岡山大学教授であった谷口澄夫などが挙げている。
同じく岡山大学教授で吉備津神社宮司の家系である藤井駿は、『備中往来』や石井了節の『備中集成志大全』（1753年（宝暦3年））において、吉備津神社門前町周辺で販売されたと紹介される「宮内飴」が吉備団子のヒントとなったのではないかと述べている。

## 日清・日露戦争
吉備団子を全国的に有名にしたのは、山陽鉄道が日清戦争のための輸送を担ったことが大きく関係している。当時山陽線は大本営が置かれた広島市まで開通していて、全国の兵士は山陽線を通って広島に集結し宇品港から戦地に向かった。この戦争の動員による人々の移動が「おみやげ」を生み出した。戦地に赴く兵士たちが出征する際には、郷土の親戚や知人らが餞別を贈るが、運よく無事に凱旋した場合には、それらの人々に「おみやげ」を配ることになったのである。廣榮堂の主人・武田浅次郎は、自ら広島宇品港へ出かけ、桃太郎の扮装で『日本一の吉備団子』ののぼりを立て彼らを出迎え、積極的な拡販策を展開した。武田は、対外戦争に鬼退治というイメージを重ね、帰還してきた兵士たちを桃太郎になぞらえた。吉備団子は、兵士たちの多くが通過する岡山駅という地の利と、鬼を成敗した桃太郎というイメージ戦略とが複合することで急成長し、岡山を代表する名物として全国へその名を馳せるようになった。
1897年（明治30年）ごろまでにおいて、12軒の「本舗」を名乗る土産店が出現した。水廼家（水の家隆成）「日本一の吉備団子」(1901年（明治34年）)をみると、「廣榮堂の原料は、黍、糯、砂糖。山月堂は糯と砂糖」であって、山月堂の方は「黍」を使っていないので「かの日本一の吉備団子とは別物なりと自称」していた。

## 現代
室町時代に広まったとされる桃太郎の話と、和菓子としての吉備団子には直接的な関係はないが、岡山が地元を桃太郎伝説のふるさととして創出する一環として、現在は、駅販売で双方をリンクさせた宣伝がされ、桃太郎の絵がパッケージに印刷された製品も店頭に並ぶ。
最近の製品は黍の割合がかなり低く、使用していない商品もある。また整形もオートメーション化されていることが多い。
同じく岡山県の特産品であるマスカットのシロップを包み込んだ「マスカットきびだんご」や、白桃のシロップを包み込んだ「白桃きびだんご」、吉備団子にきな粉をまぶした「きなこきびだんご」など、数種類のバリエーション商品がある。
B&Bの漫才の中で広島のもみじまんじゅうと共にネタの一つになっていた。
2015年には、海外から日本を訪れる観光客の増加に合わせ、吉備団子に関してムスリムが食用可とするハラール認証を受け、一部の商品を除き、パッケージにハラール認証のマークを記載するようになった。

### 補注
1. ↑  山月堂は「黍」を使っていないを謳ってきた。（後述）
2. ↑  なお、志田 1941, 『日本の伝説と童話』、312頁は、廣榮堂から得た情報として、1853年（嘉永6年）頃に作り始められ、1855年（安政2年）頃に吉備団子の名が付いたことを紹介している。
3. ↑  2人目は、岡山市・旧高砂町の信楽焼商売の名代で[5]同じ滋賀県物産である伊吹山のモグサも商っていたらしい[6][7]。3人目は、岡山市紙屋町の笹野一方（篠野一方とも。通称「腮鬚長（あぎとのひげなが） 」）という狂歌師[6][7]。
4. ↑  岡長平の記述:「この相歓堂は、「武伴」の隠居〈十代目武田伴蔵秀治(明治34年[1901年]歿、年81)〉の雅号で妾に商売さしてたことが判った(福田梅子刀自聞書)」[5]。
5. ↑  岡長平は、まず黍の団子では（まずくて日持ちがしないから？）商売には不向きだし、土産用にならないとする。また、歌人藤原忠朝（1893年没）が書いた相歓堂の宣伝を読んでも掻き餅だと判るとする[5]。
6. ↑  しかし藤井駿は、今となっては宮内飴のレシピがわからないことなどから、自らこの考えを論拠が曖昧であるともしている。
7. ↑  吉備津神社で祭られている大吉備津彦命（おおきびつひこのみこと）が桃太郎だったという説もある。